# Yuki Nakashima (actriz)
Yuki Nakashima (中島 由貴 Nakashima Yuki?, 12 de septiembre de 1997) es una actriz, seiyū y cantante japonesa afiliada a Beffect. Ella comenzó su carrera como modelo infantil y actriz, apareciendo en revistas y comerciales, antes de pasar una audición de actuación de voz y convertirse en miembro del grupo ídol Earth Star Dream. En el 2018, interpretó al personaje de Lisa Imai en la franquicia multimedia BanG Dream!; como parte de sus responsabilidades, toca el bajo de la banda Roselia.

## Biografía
Nakashima nació en la prefectura de Wakayama el 12 de septiembre de 1997. Se había interesado en el entretenimiento desde temprana edad y quería hacer algo relacionado con el canto, la actuación o el baile. Mientras estaba en la escuela secundaria, se unió a un club de música jazz donde aprendió a tocar el bajo. Luego se interesó en la actuación de voz después de ver la serie de anime Gintama, un interés que luego crecería después de familiarizarse con la serie de anime Teekyu.
Nakashima comenzó su carrera como modelo infantil, apareciendo en la revista JS Girl. También apareció en varios comerciales de televisión y dramas mientras estaba afiliada a la agencia de talentos Amuse. En 2014, a instancias de su madre, participó en una audición de actuación de voz realizada por la editorial Earth Star Entertainment. Kanon Takao y ella ganaron la competencia, superando a otros 3.000 concursantes. Después de la competencia, ella, Takao y algunos de los otros participantes se convirtieron en parte del grupo ídol Earth Star Dream. Al año siguiente, hizo su debut como actriz de voz en Teekyu.
En 2017, Nakashima interpretó a Yūki Otokura en The Idolmaster Cinderella Girls. Más tarde ese año, anunció que dejaría Earth Star Dream y comenzaría sus actividades en solitario. Aunque inicialmente anunció que permanecería en Earth Star Entertainment, dejó la compañía en abril de 2018 después de que anunciaran que cesarían las actividades de gestión de artistas. Luego se unió a la agencia de talentos Beffect. En mayo de 2018, se anunció que reemplazaría a Yurika Endō, quien había anunciado su retiro de la industria del entretenimiento, como la actriz de voz del personaje Lisa Imai en la franquicia multimedia BanG Dream!. Como parte de su nuevo rol, se unió a la banda Roselia como bajista.

## Vida personal
Los intereses de Nakashima incluyen escuchar música y tocar el bajo. Le había interesado promover la prefectura de Wakayama y en 2018 se convirtió en embajadora de una campaña para promover la industria de la naranja de la prefectura. En 2019, el gobierno de la prefectura la nombró oficial de relaciones públicas para promover aún más el área.
Desde 2019 mantiene un canal de videojuegos con su compañera de banda de Roselia, Megu Sakuragawa.

## Filmografía

### Anime
2015
- Teekyu: Kinako Tanaka[9]
- Castle Town Dandelion: Estudiante Santa (episodio 9)[9]
- A Simple Thinking About Blood Type[9]

2016
- Ooya-san wa Shishunki!: Asuka Mori[9]
- Onigiri: Veronica[10]
- Usakame: Kinako Tanaka[9]

2017
- Yu-Gi-Oh! VRAINS:  Aoi Zaizen[11]
- The Idolmaster Cinderella Girls:  Yūki Otokura[5]
- Himouto! Umaru-chan: Akira Asuka[9]

2018
- BanG Dream! Girls Band Party! Pico: Lisa Imai[12]

2019
- BanG Dream! 2nd Season: Lisa Imai[7]
- BanG Dream! Film Live: Lisa Imai[13]

2020
- BanG Dream! 3rd Season: Lisa Imai[7]
- BanG Dream! Girls Band Party! Pico ~Ohmori~: Lisa Imai[12]

2021
- BanG Dream! Girls Band Party! Pico Fever!: Lisa Imai[12]

2022
- The Genius Prince's Guide to Raising a Nation Out of Debt: Zeno[14]
- Idol Bu Show: Yui Kongōji[15]
- Cardfight!! Vanguard will+Dress: Mirei Minae[16]
- Prima Doll: Hо̄kiboshi[17]

### Películas
- BanG Dream! Episode of Roselia (Yakusoku and Song I am.): Lisa Imai[18]
- BanG Dream! Film Live 2nd Stage: Lisa Imai[19]